# Караманица
Караманица (на сръбски: Караманица или Karamanica) е село в община Босилеград, Сърбия. Селото е разположено непосредствено до границата със Северна Македония.

## Население
- 1948 – 429
- 1953 – 440
- 1961 – 423
- 1971 – 321
- 1981 – 188
- 1991 – 98
- 2002 – 83
- 2011 – 47

## Етнически състав
След Ньойският договор Караманица е имала 9 махали; Каменци - 6 къщи, Падище - 12 къщи, Дедо Ристинци - 6 къщи, Златановци - 7 къщи, Дядо Станойковци - 8, Совтерци - 6 къщи, Маряница - 6 къщи, Бесници - 4 къщи и Гаринорци - 8 къщи. През 1946 година, при определянето на границата между Народна Република Сърбия и Народна Република Македония сръбското правителство определя Караманица като „чисто българско село“, което е аргумент за оставането му в сръбска територия. Според данните от преброяването от 2002 година едва 24,09% от жителите на селото са българи, 73,49% са сърби, а един жител (1,20%) е записан като македонец.

## Личности
Родени в Караманица
- Атанас Миленов Груев, български военен деец, младши подофицер, загинал през Първата световна война[2]